# Joseph Wybran
Joseph Wybran (né à Bruxelles le 2 mai 1940, et mort assassiné à Anderlecht le 4 octobre 1989) était un médecin immunologiste et un président du CCOJB représentant la communauté juive de Belgique.
Professeur à l'Université libre de Bruxelles (ULB) et à l'Université de Xiamen en Chine, il publie de nombreux articles scientifiques.
Il est la cible d'un attentat terroriste antisémite en 1989, en Belgique.

## Biographie
Fils d'artisans d'origine juive lituanienne, Joseph Wybran naît à Bruxelles au début de la Seconde Guerre mondiale.
Durant la Shoah, Wybran est caché par une famille belge.
Wybran rejoint l'armée belge et termine avec le grade d'officier.
En 1965, Wybran est diplômé de docteur en médecine de l'ULB et mène des recherches en Amérique, à l'Université de Californie et à la Veterans Administration Hospital. Au sein du laboratoire du professeur Fudenberg, il identifie les propriétés des lymphocytes T. L'article scientifique sera le plus cité dans le domaine, jusque dans les années 1980. 
De retour en Belgique en 1974, il mène des travaux pionniers sur la psycho-neuro-immunologie. Il s'implique dans les premières recherches sur le VIH et s'implique dans la recherche sur le cancer. Il fonde également le centre de transfusion de la Croix-Rouge à l'hôpital Érasme. 
Il devient par la suite directeur du département d'Immunologie-Hématologie-Transfusion de l'hôpital universitaire Erasme en 1982, ainsi que président européen du Tumor Immunology Projet Group de l'Organisation européenne pour la recherche et le traitement du cancer et de la Société belge d'immunologie.
En tant que représentant de la communauté juive et président du Comité belge d'Auschwitz, Wybran s'implique dans l'affaire du  Carmel d'Auschwitz, rencontre le cardinal Józef Glemp et organise des manifestations. Il milite également contre la construction d'un supermarché sur le site du camp d'extermination.
Le boulevard en face de l'hôpital Érasme a été nommé en son honneur. Un auditoire de l'ULB est nommé en son nom et une plaque commémorative est posée sur le campus universitaire.

## Assassinat
Le 3 octobre 1989, il est victime d'un attentat terroriste antisémite dans le parking de son hôpital,.  L'attentat est revendiqué par le groupe terroriste Jund al-Haqq et donnera lieu  en 2008 à l'« affaire Beliraj ». 
L'enquête de la police n'aboutit à rien. D'autres attentats sont revendiqués : le meurtre d'un épicier soupçonné d'être d'origine juive, ceux de deux musulmans modérés, celui d'un fonctionnaire saoudien et celui d'une personne homosexuelle.
En 2016, le parquet fédéral requiert le non-lieu  « faute de preuves », les complices n'étant quant à eux jamais poursuivis par la justice belge. 